# Marchantia emarginata
Marchantia emarginata là một loài Rêu trong họ Marchantiaceae. Loài này được Reinw., Blume & Nees mô tả khoa học đầu tiên năm 1825.